# 803 Picka
803 Picka eller 1915 WS är en asteroid i huvudbältet, som upptäcktes den 21 mars 1915 av den österrikiske astronomen Johann Palisa. Den är uppkallad efter den tjeckiske fysikern Friedrich Pick.
Asteroiden har en diameter på ungefär 46 kilometer.